# Norr-Giningen
Norr-Giningen är i huvudsak en våtmark med en mindre vattenspegel i Uppsala kommun i Uppland och ingår i Olandsåns huvudavrinningsområde. Sjön har en area på 0,968 kvadratkilometer och ligger 8,9 meter över havet. Sjön avvattnas av vattendraget Olandsån.

## Delavrinningsområde
Norr-Giningen ingår i det delavrinningsområde (665748-163432) som SMHI kallar för Mynnar i Olandsån. Medelhöjden är 20 meter över havet och ytan är 10,93 kvadratkilometer. Räknas de 8 avrinningsområdena uppströms in blir den ackumulerade arean 154,68 kvadratkilometer. Olandsån som avvattnar avrinningsområdet har biflödesordning 2, vilket innebär att vattnet flödar genom totalt 2 vattendrag innan det når havet efter 41 kilometer. Avrinningsområdet består mestadels av skog (76 procent) och jordbruk (12 procent). Avrinningsområdet har 0,84 kvadratkilometer vattenytor vilket ger det en sjöprocent på 7,7 procent.